# Anska Reka
Anska Reka (maced. Анска Река) – rzeka w południowo-wschodniej Macedonii Północnej, lewy dopływ Wardaru w zlewisku Morza Egejskiego. Długość – 22 km, powierzchnia zlewni – 166 km².
Źródła Anskiej Reki znajdują się na zachodnich krańcach pasma górskiego Bełasica. Rzeka płynie na zachód przez Kotlinę Walandowską i wpada do Wardaru koło wsi Marwinci.